# Kundby
Kundby er en lille by på Nordvestsjælland med 734 indbyggere  (2024). Kundby er beliggende i Kundby Sogn fem kilometer øst for Svinninge, fire kilometer syd for Gislinge og 15 kilometer vest for Holbæk. Byen tilhører Holbæk Kommune og er beliggende i Region Sjælland.
Kundby Kirke ligger i byen.